# Marlon Lipke
Marlon Lipke est un surfeur professionnel luso-allemand né le 13 décembre 1984 à Lisbonne, au Portugal.

## Biographie
Les parents de Marlon ont émigré d'Allemagne vers Lagos dans la province de l'Algarve au Portugal, où ils ont établi un camp de surf en 1993. Ayant grandi dans cet environnement, avec un terrain d'entraînement ultime pour surfer en pro. Il a perfectionné ses compétences dans les beachbreaks lourds qui fait la renommée du Portugal.
En 2008 il termine 16e du championnat du monde WQS ne lui permettant pas d'intégrer le ASP World Tour 2009 mais l'ASP l'a repêché et Marlon participera au WCT 2009 devenant ainsi le premier allemand (bien qu'ayant la double nationalité) à intégrer l'élite mondiale du surf.

## Palmarès

### Titres
- 2012 : Champion d'Europe
- 2004 : Champion d'Europe Junior

### Victoires
- 2012 : Cabreiroa Pantin Classic Pro, Pantin, Espagne (WQS)
- 2012 : Protest Vendee Pro, La Sauzaie, France (WQS)
- 2007 : Estoril Coast Pro, Estoril, Portugal (WQS)
- 2007 : Movistar Pantin Classic, Pantin, Espagne (WQS)
- 2007 : Rip Curl Pro, Peniche, Portugal (WQS)
- 2005 : Super Bock Amado Pro, Amado, Portugal (WQS)

### Sa saison 2009 ASP World Tour
2009 est sa 1re année dans l'ASP World Tour
| Date                      | Compétition                   | place | points |
| ------------------------- | ----------------------------- | ----- | ------ |
| 28 février-11 mars        | Quiksilver Pro                | 33    | 225    |
| 7 avril-19 avril          | Rip Curl Pro Surf             | 33    | 225    |
| 9 mai-20 mai              | Billabong Pro Teahupoo        | 17    | 410    |
| 27 juin-5 juillet         | Hang Loose Santa Catarina Pro | 33    | 225    |
| 9 juillet-19 juillet      | Billabong Pro Jeffreys        | 33    | 225    |
| 11 septembre-20 septembre | Boost Mobile Pro of Surf      | 33    | 225    |
| 23 septembre-4 octobre    | Quiksilver Pro France         | 33    | 225    |
| 5 octobre-17 octobre      | Billabong Pro                 | 33    | 225    |
| 19 octobre-28 octobre     | Rip Curl Pro Search           | 17    | 410    |
| 8 décembre-20 décembre    | Billabong Pipeline Masters    | Inj   | 225    |
|                           | classement provisoire         | 44    | 2170   |

Non-requalifié pour l'ASP World Tour 2010

## Sources et références
1. ↑  (fr) Le surf camp de Lagos
2. ↑  (fr) Son interview pour surf-report